# Milopótamos
Milopótamos (em grego: Μυλοπόταμος) é um município da unidade regional de Retimno, em Creta, na Grécia. Sua sede é a cidade de Perama. Foi criado pela reforma administrativa de 2011, juntando qual três antigos municípios —  Geropótamos, Culúcona e Zoniana — que tornaram-se unidades municipais de Milopótamos. Tem 337,9 km² de área e em 2011 tinha 14 363 habitantes (densidade: 42,5 hab./km²).